# Micah Richards
Micah Lincoln Richards (Birmingham, 24 de junho de 1988) é um ex-futebolista inglês que atuava como lateral-direito.

## Carreira
Apesar de seus pais terem morado em Leeds, Richards nasceu em Birmingham. Richards cresceu em Chapeltown distrito de Leeds, onde participou do Arcebispo Cranmer Cofe Primary School, depois foi a Wetherby High School, em Wetherby. Seu potencial foi notado pelo treinador de futebol da escola, David Moore.
Aos 12 anos de idade Richards assinou um contrato para jogar na categorias de base do Oldham Athletic. Em 2001 foi para as categorias de base do Manchester City, caso o City negocia-se Micah o Oldham Athletic ganharia 20% do valor da transferência segundo a cláusula do contrato. Em Julho de 2006 o Manchester City tentou comprar legalmente a cláusula do contrato, mas o Oldham recusou a proposta dos Sky Blues. Em sua coluna sobre esporte na BBC ele revelou que já teve um contrato com o Leeds United mas foi liberado quando tinha cerca de oito anos de vida.

## Manchester City (começo)
Ele fez sua estréia na equipe no dia 22 de Outubro de 2005 contra o Arsenal, onde começou no banco de reserva, entrando aos 85 minutos de jogo. Desde que fez sua primeira partida ele jogou na maioria das partidas do Manchester City, e foi nomeado como Jogador Jovem do clube do Ano para a temporada 2005-06.
Durante a temporada de 2005-06, Richards foi capitão do Manchester City, que time juvenil chegou à final da FA Youth Cup. Richards perdeu o primeiro jogo da final, como ele estava na equipe principal, mas voltou para a segunda etapa. Ele ajudou a sua equipa a uma vitória por 2 a 0 sobre o Liverpool, mas o Liverpool juvenil ganhou o troféu 3 a 2 no agregado.

### sessão 2006–07
Em Julho de 2006, o Manchester City rejeitou uma oferta de £ 5 milhões do Tottenham Hotspur pelo Micah Richards. No dia 25 de Julho de 2006 ele assinou um novo contrato com duração de quatro anos, anulando rumores de um afastamento do Manchester City. Ao longo de 2007, Richards foi ligado com um afastamento da City, Stuart Pearce disse: "Eu não estou procurando ativamente para vender Richards, porque ele tem um grande futuro aqui, quer que oferece vir para ele, vai levar uma oferta ridiculamente grande para tirá-lo do clube de futebol, gostaria muito de ver Richards ficar aqui, o capitão do clube, e talvez estar aqui há 10 anos e levar o clube nas costas, se puder, ele é bom o suficiente para fazê-lo, nunca trabalhei com alguém tão bom e tão jovem".
Ele foi recompensado com o número 2 da camisa para a temporada de 2006-07, o número do grupo tradicional de primeira, mais do que o número 45 que ele usava anteriormente. Richards perdeu a paciência com o técnico Stuart Pearce na frente das câmeras da Sky TV depois de ser substituído durante a partida, onde o Blues estavam perdendo no Estádio Madejski, contra o Reading, no dia 11 de Setembro de 2006, a partida acabou com o City derrota por 1 a 0. O defensor jovem teve que ser acalmado por Paul Dickov após atirar sua camisa para fora e segui-lo com muito abuso. Objetivo de Richards segunda cidade também foi um equalizador tempo de lesão, desta vez com um empate 1 a 1 com o Everton no Goodison Park, no dia 30 de Setembro de 2006. Ele começou a temporada 2007-08 jogando de zagueiro.

### sessão 2007–08
Ele colocou em um homem do desempenho partida contra o Manchester United no dia 19 de agosto de 2007. Isso levou louvor extremamente elevada, não só dos meios de comunicação ingleses, mas o mais importante de seu chefe, o ex-técnico da Inglaterra Sven-Göran Eriksson. Ele foi nomeado Premier League Player do mês de agosto.
Ele foi o capitão da equipe pela primeira vez em 16 de Setembro de 2007 contra o Aston Villa, na ausência do companheiro de equipe Richard Dunne, tornando Richards o mais jovem capitão da equipe da cidade em primeiro lugar, batendo Steve Redmond, que aos 21 anos de idade também foi capitão. Em Fevereiro de 2008, ele assinou um contrato melhor para durar até Junho de 2013. No final de Fevereiro, ele danificou a cartilagem de seu joelho direito, colocando-o fora para o restante da temporada.

### sessão 2008–09
No dia 17 de Julho de 2008, Richards jogou sua primeira partida completa após uma lesão duradoura, Manchester City venceu por 2 a 0 contra o EB/Streymur na primeira pré-eliminatória da Taça UEFA. Em 24 de Agosto de 2008, ele ficou inconsciente após um choque de cabeças com o colega Tal Ben Haim. A partida foi interrompida por oito minutos, enquanto ele recebeu tratamento em campo, ele mais tarde, foi dado a todos os claros após uma varredura e ele deixou o hospital no mesmo dia em que houve o incidente. Ele voltou para a segundo confronto de qualificação da UEFA contra o FC Midtjylland no dia 28 de Agosto de 2008, jogando em uma nova posição, no meio-campo.
No dia 22 de Março de 2009, Richards marcou o seu primeiro gol da temporada 2008-09 com um gol de cabeça, dando a vitória por 1 a 0 sobre o Sunderland, no Etihad Stadium. No dia 11 de Julho de 2009, a Eurosport relatou que ele havia sido diagnosticado com a gripe suína durante as férias no Chipre. Ele foi mantido em isolamento após sua viagem ao Ayia Napa, mas se recuperou completamente.

### sessão 2009–10
Na temporada 2009-10, Micah Richards teve dois gols anulados, um contra o Portsmouth e ou contra o Fulham, respectivamente. No dia 12 de Setembro de 2009, na vitória do Manchester City por 4 a 2 sobre o Arsenal, em um lance de falta, Micah Richards cruzou e Craig Bellamy cabeceou fazendo 1 gol na partida. A bola acertou a trave, depois foi no goleiro Manuel Almunia e para a rede. O objetivo foi inicialmente dado como um gol, porém o gol foi dado mais tarde a Micah Richards. Ele, então, encontrou a rede mais uma vez com empate do Manchester City 3 a 3 com o Bolton Wanderers. Na vitória por 4 a 1 sobre o Blackburn, no Etihad Stadium, Richards passou pelos últimos 5 jogadores Rovers antes de colocar o atacante Benjani, que acertou a trave, apenas para Richards para marcar o gol.

### Fiorentina
Em 1° de Setembro de 2014, foi confirmado o empréstimo para a Fiorentina. o Empréstimo custou £4,7 milhões ao cofre do clube italiano Após poucos partidas disputadas, Micah Richards deixa a equipe da Fiorentina após o término do seu contrato.

### Aston Villa
Após ter tido o contrato rescindido no dia 10 de junho de 2015, Micah Richards acertou com o Aston Villa, por 4 anos.
em fez parte do elenco da Seleção Britânica de Futebol da Olimpíadas de 2012.

## Títulos
Manchester City
- Copa da Inglaterra (1): 2010-11
- Campeonato Inglês (2): 2011-12, 2013–14